# Papler
Papler  je priimek več znanih Slovencev:
- Albert Papler (1914—2002), novinar, publicist, pisatelj, dramatik, humorist
- Danijel Papler - "Fopa", jamar, reševalec - konstruktor
- Drago Papler (*1960), elektrotehnik, menedžer, energetski strokovnjak
- Frančišek (Franc) Papler (1842—1911), nadučitelj v Borovnici, pesnik, organist, čebelar in sadjar
- Jana Papler por. Bajželj (*1969) novinarka RTV Slovenija
- Jože Papler, šahist, slovenski prvak 1972
- Metka Papler, atletinja, metalka diska
- Neža Vrhovnik Papler, gorska kolesarka
- Slavko Papler (1919—1981), rudarski strokovnjak, direktor Geološkega zavoda
- Tanja Burnik Papler, ginekologinja
- Zvone Papler, likovni ustvarjalec/karnevali?